# Древесные жабы
Древесные жабы (лат. Pedostibes) — род бесхвостых земноводных из семейства настоящих жаб.

## Список видов
- Борнеоская жаба Pedostibes everetti (Boulenger, 1896).
- Разноцветная жаба Pedostibes hosii (Boulenger, 1892).
- Ассамская жаба Pedostibes kempi (Boulenger, 1919).
- Пятнистая жаба Pedostibes maculatus (Mocquard, 1890).
- Калимантанская жаба Pedostibes rugosus Inger, 1958.
- Древесная жаба Pedostibes tuberculosus Günther, 1876.